# Lincoln Kilpatrick
Lincoln Kilpatrick (født 12. februar 1932 i St. Louis, Missouri, død 18. maj 2004) var en amerikansk film- og tv-skuespiller.
Han blev født i St. Louis, Missouri og gik på Lincoln University, og han fik en grad i drama, før han begyndte at spille skuespil. Hans primære skuespillertalenter blev fremvist i scene- og teaterarbejde, som han forblev aktiv i indtil sin død. Kilpatrick var gift med Helena Ferguson fra 1957 indtil sin død af lungekræft i 2004. Parret havde fem børn: Erik, Lincoln, Jr., Jozella, DaCarla, og Marjorie.